# Horácio de Matos
Horácio de Queirós Matos (Chapada Velha de Brotas de Macaúbas, 18 de março de 1882 — Salvador, 15 de maio de 1931) foi um político e coronel do sertão baiano da primeira metade do século XX.
Horácio de Matos foi chefe de verdadeiro exército de jagunços, envolvendo-se em diversas lutas armadas ao longo da vida - inclusive de forma capital na perseguição à Coluna Miguel Costa-Prestes.
Sua trajetória política principia ao ganhar a patente de tenente-coronel da Guarda Nacional, herdando de um tio o comando da família e, após muitas lutas contra adversários, tornou-se senhor absoluto de vasta região da Chapada Diamantina; Horácio foi intendente de Lençóis, então rico centro minerador, Senador estadual, verdadeiro símbolo do coronelismo que pautou a política brasileira durante a República Velha.
Apesar de uma vida pautada pelo belicismo, almejava o desarmamento do sertão e, quando este finalmente ocorre, morre assassinado em circunstâncias misteriosas, após ter sido imotivadamente preso pelo governo getulista instalado na capital baiana.

## Surgimento do "Governador do Sertão"

### Panorama de época
Na Bahia de fins do século XIX e começo do XX havia uma clara distinção entre a vida no interior e a vida litorânea. Enquanto naquela os grandes ermos pouco povoados, de cidades esparsas, marcavam boa parte do território, no segundo a vida era plenamente integrada às lutas e realidade nacionais.
Mas o sertão não era uma unidade: A Chapada tinha uma realidade diversa daquela que gerara Canudos e seu Conselheiro. Em Caetité vivia-se, no dizer de Teodoro Fernandes Sampaio, qual uma "Corte do Sertão" - com imprensa ativa, energia elétrica, etc.. Era ali, na figura das facções existentes, que buscara apoio Militão Coelho, junto ao chefe Deocleciano Pires Teixeira (pai de Anísio Teixeira), como a família Matos tivera em Bráulio Xavier e Rui Barbosa. Na extensão do São Francisco outras tantas culturas se formavam. Feira de Santana era como que um elo de união desses mundos diversos e a Capital.
A região da "Chapada", essencialmente mineradora e povoada por aventureiros de todas as partes do mundo, construía um mundo de "bambúrrios e quimeras", como no título da obra do historiador Erivaldo Fagundes Neves.
Comumente chamada genericamente de "Lavras", compreendia um vasto território no meio do estado, com antigas vilas como Rio de Contas e Brotas de Macaúbas. Isolados nichos de civilização, foi num distrito desta última que nasceu a legendária figura de "Horácio de Matos" - um homem que desafiou o governo do litoral, que tratava diretamente com os governadores, e que durante um quarto de século dominou com mão de ferro os sertões da Chapada Diamantina e da Chapada Velha, onde vivia o clã dos Matos.

### A família e o "Código de Honra"

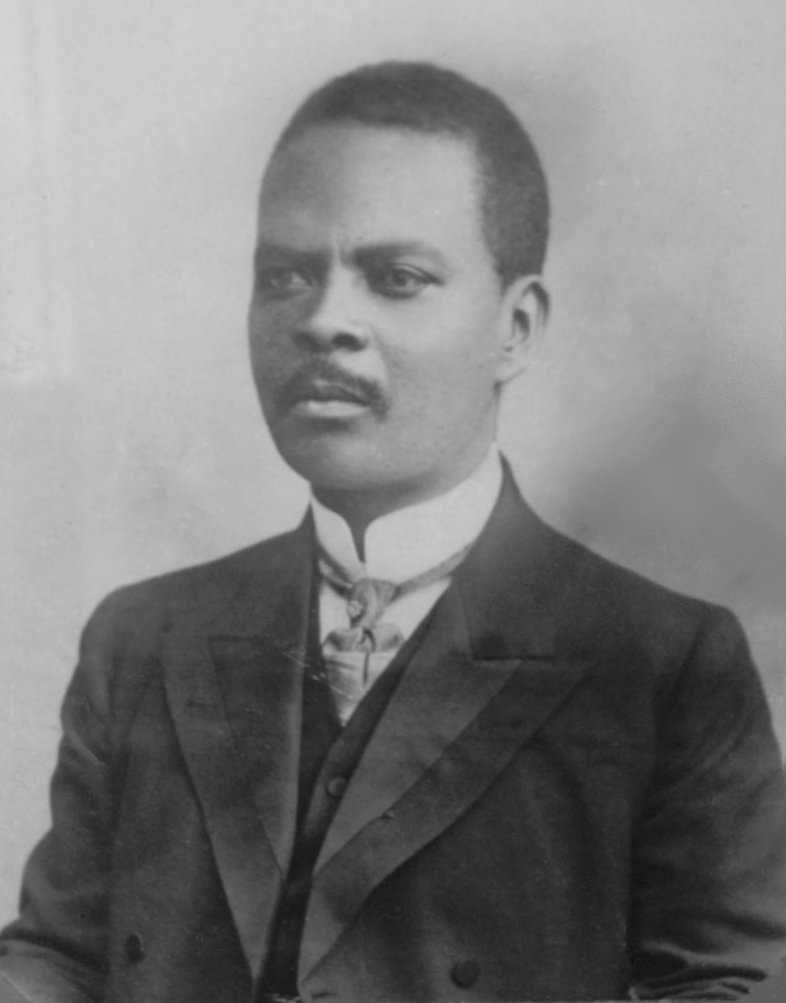
Coronel Dias Coelho, chefe de Morro do Chapéu, padrinho de Horácio.

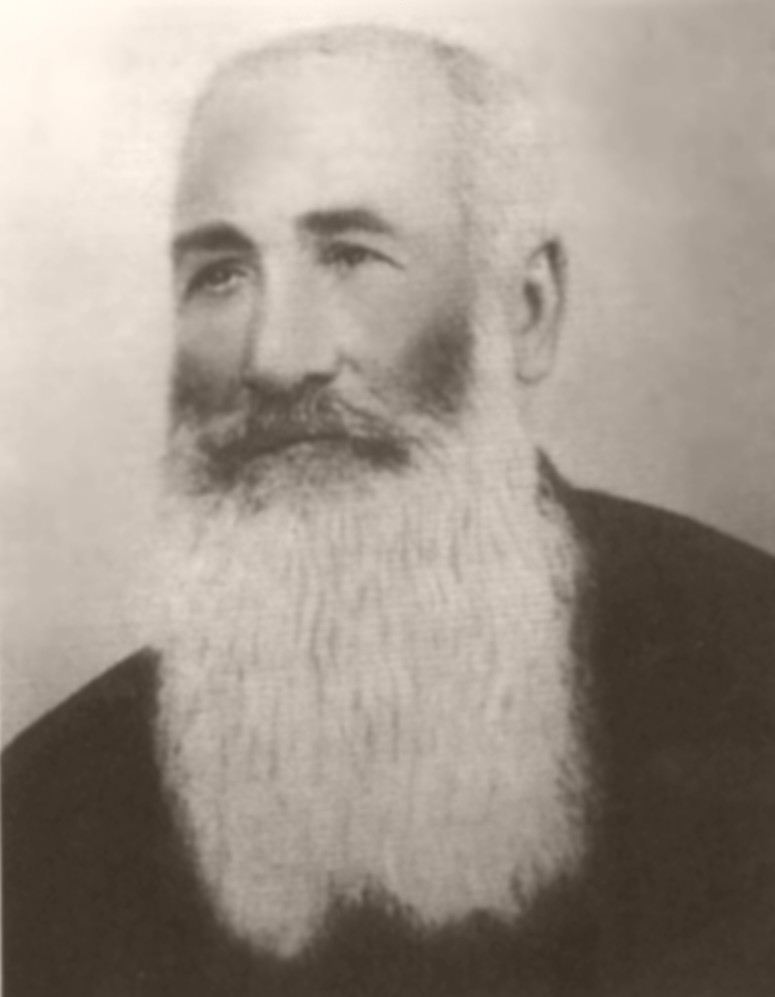
Clementino Matos, tio de Horácio, que lhe passou o poder.

Já aos 15 anos de idade demonstra sua bravura: seu pai e os irmãos mais velhos tinham saído e a fazenda é invadida por uma patrulha da polícia baiana, do Tenente Policarpo, que ameaça o garoto para que revele onde estavam os diamantes e os familiares. Horácio nega-se a falar.
Sua família, chefiada pelo coronel Clementino Matos, mantém longa inimizade com o coronel Militão Rodrigues, de Barra do Mendes. Sob os auspícios de seu parente, vai morar na então próspera cidade de Morro do Chapéu, onde recebe a proteção do Coronel Dias Coelho, estabelecendo-se ali como comerciante.
O coronel compra para o seu afilhado a cobiçada patente de tenente-coronel da Guarda Nacional, ganhando assim um verdadeiro título nobiliárquico com que a República Velha dotava seus destaques.
Em 1912 Horácio é chamado pelo velho coronel Clementino, que encontrava-se moribundo. Ali, num ritual familiar, recebe o comando da família - tal como se vê nas representações da Cosa Nostra siciliana - sendo nomeado seu sucessor. Horácio então, com uma grande palmatória, dá "bolos" em os demais membros da família, para que todos sintam-lhe a nova autoridade.
Jura, porém, antes, cumprir o código de honra familiar, que rezava:
- Não humilhar ninguém, mas também nunca se deixar humilhar, por quem quer que seja;
- Não roubar jamais, sejam quais forem as circunstâncias, nem permitir que alguém roube e fique impune;
- Ser leal com os parentes e amigos, protegendo-os sempre;
- Ser leal com os inimigos, respeitando-os em tempos de paz e enfrentando-os em tempos de guerra;
- Não provocar, nem agredir, mas se for ofendido, colocar a honra acima de tudo e reagir, porque de nada adianta viver sem a dignidade.[5]

### O novo comandante dos Matos
Tão logo assume o poder patriarcal, Horácio vai em segredo até o arqui-inimigo do clã, propondo uma trégua, que é aceita pelo coronel Militão.  Essa trégua permitiu que famílias de Brotas de Macaúbas e Barra do Mendes, durante muitos anos afastadas, viessem a se visitar e se conhecer. Horácio começa a se projetar como líder, quando evita as pretensões de Militão, quando da morte do Coronel José João de Oliveira, em Brotas, em ocupar maior espaço de domínio.
Entretanto, a paz dura até o assassinato de seu irmão, Vítor Matos, na noite de 4 de dezembro de 1914. Finda a trégua na Chapada.

## O "batismo de fogo"

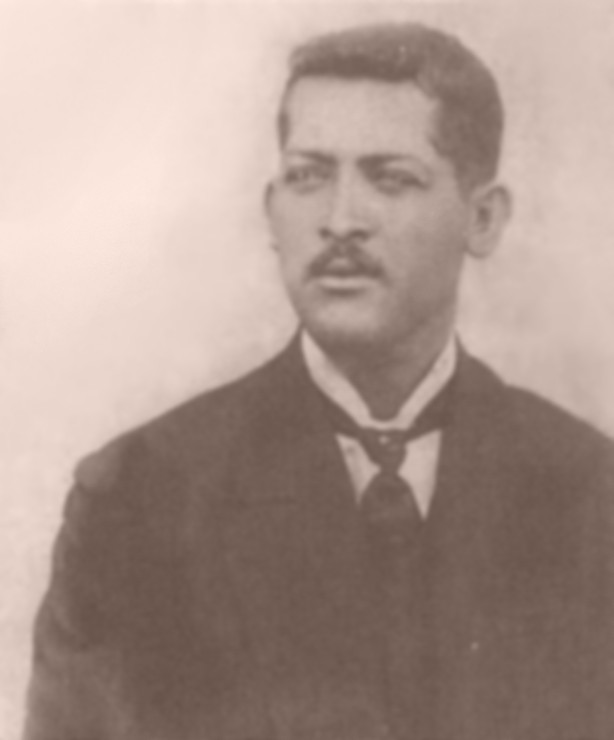
Vítor Matos (1872-1914), irmão de Horácio.

Vítor Matos contava já com dezenas de mortes em seu histórico e assassinou uma moça e um homem que era cunhado do jagunço chamado Juvenal Cuscus, protegido do chefe político da localidade de Campestre (hoje distrito de Seabra, mas então um município), Manuel Fabrício.
Em dezembro de 1914 Vítor é morto com dois tiros de winchester por Cuscus, que refugia-se em Campestre. Apesar de a família exigir a pronta vingança, Horácio defende a resolução do conflito pela justiça, mas as intimações são rasgadas em praça pública. Em junho do ano seguinte Horácio protesta ao governador, mas não obtém resposta.
Horácio decide, então, atacar a vila. A batalha de Campestre, que durou 42 dias de cerco e lutas, foi a primeira na vida deste homem que, apesar de pregar o desarmamento do sertão, viveu sempre em lutas.

### O cerco de Campestre

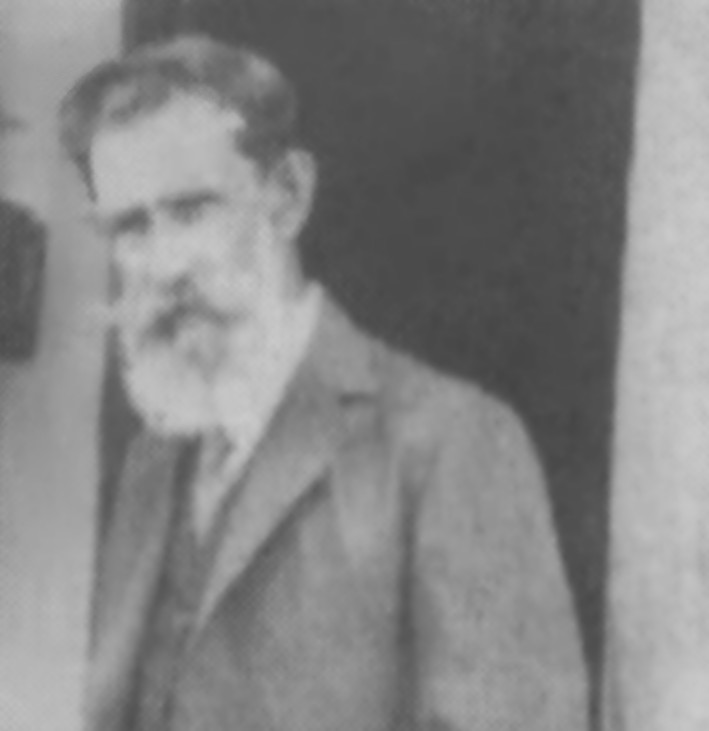
Manuel Fabrício.

Após vencer mais de vinte léguas até Campestre, a cidade é cercada. Contava, para a defesa, cerca de 200 homens, dentre os quais 50 soldados da polícia estadual. Manuel Fabrício contava, ainda, com uma fortificação erguida para a defesa. Estrategicamente, Horácio manteve o cerco, esperando que a fome fizesse a parte maior do combate. Ao cabo de alguns dias, o Tenente Pedra e seus soldados desertam, tendo de Horácio a garantia de que não seriam mortos.
Ao lado de Horácio o chefe político do Pau Ferro, Eusébio Gaspar de Sousa, venceu os reforços de 130 soldados enviados da capital em socorro a Campestre, sob o comando do italiano Lelio Frediani.
Ao fim de 42 dias o antigo poderoso chefe de Campestre rende-se, com a promessa da reabertura do inquérito da morte de Vítor, marcando assim a decadência deste que foi um importante chefe político do interior, e o ocaso do município de Campestre, que acabou por extinguir-se.

## A luta contra Militão

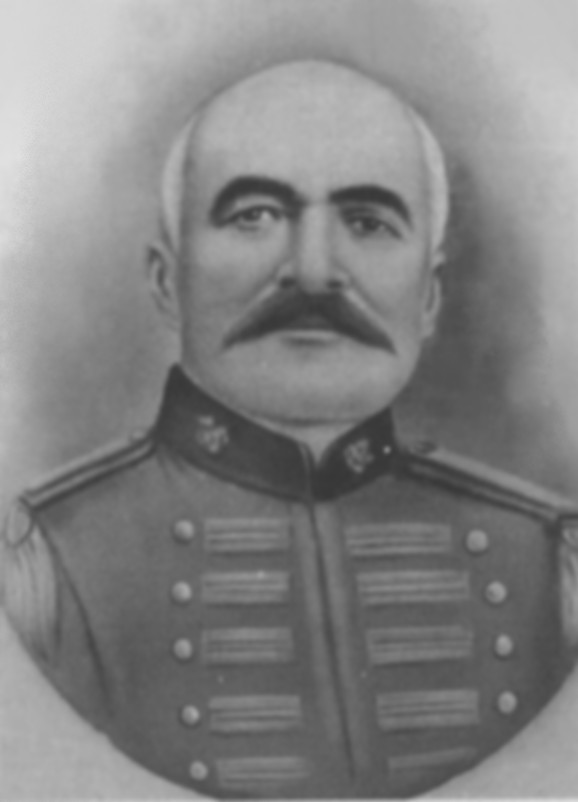
O Coronel Militão, grande inimigo dos Matos.

A trégua habilmente pactuada por Horácio tem fim quando, em 1918, Militão Coelho invade Brotas de Macaúbas a fim de prender o "major Venas" (Joviniano dos Santos Rosa, tabelião), que lhe desobedecera. O major era compadre de Horácio, inclusive criando-lhe duas filhas naturais.
Dando mostras de seu estilo, o velho coronel ainda atira no maxilar de sua vítima, para que este nunca mais discuta suas ordens. Horácio vê que somente pela força pode se entender com Militão: invade Brotas de Macaúbas, resgatando seu aliado e preparando-se para a resposta. Militão, que estava na capital, retorna e os combates têm início.
Aos aliados de Horácio deram o apelido de mandiocas, ao passo que estes chamavam os de Militão de mosquitos.
Duas batalhas decidem o destino desta primeira refrega, após dois meses de intenso combate: Pega e Fundão. Horácio assume a chefia política da cidade, feito Intendente, ao passo em que Militão fortifica-se, em Barra do Mendes, então distrito de Brotas.
Derrotado em armas, Militão obtém uma vitória política, junto ao governador Antônio Muniz, com a emancipação de Barra do Mendes, levando ainda o distrito de Fundão e exigindo o distrito de Guigós ao vizinho Gameleira. Renovato Alves Barreto, líder daquela cidade, pede ajuda a Horácio, que envia cinqüenta homens a Gentio do Ouro, então um povoado entre as duas localidades.
Militão manda crucificar um amigo de Horácio, Onésimo Lima, e seus jagunços expropriam a Fazenda Melancia, tomando todo o gado de um seu parente. A guerra estava declarada.

### A conquista de Barra do Mendes
Reconquistando a fazenda Melancia, Horácio vence as barreiras interpostas, uma a uma, através de trincheiras. O coronel finalmente inicia o cerco à cidade, mandando um ultimato para que as famílias pudessem sair em segurança.
Nas refregas, que duraram longos cinco meses, Horácio protagonizou um ato de heroísmo que animou sua tropa: tendo sido morto um seu sobrinho, e temendo o lugar onde este tombara, o coronel teria pessoalmente se esgueirado até o local tido por amaldiçoado e o conquista. O fato foi que, depois da queda desta trincheira, seus jagunços encheram-se de novo ânimo, destruindo a fortaleza de Militão com dinamites (então de fácil aquisição, sendo a região mineradora), forçando a fuga do inimigo: não sem antes capturar Nestor Rodrigues Coelho, filho de Militão - e que libertou, em seguida.
Horácio exigiu que Militão fosse afastado da política local e que a Sede do município de Barra do Mendes fosse transferida para o Jordão, (atual Ipupiara). Horácio de Matos e João Arcanjo reanexam informalmente o território de Barra do Mendes ao de Brotas de Macaúbas. A extinção oficial do município se deu pela Lei Estadual nº 1.388 de 24 de maio de 1920.
Era o fim do velho Militão, e início da hegemonia sertaneja de Horácio de Matos.

## A marcha contra Salvador

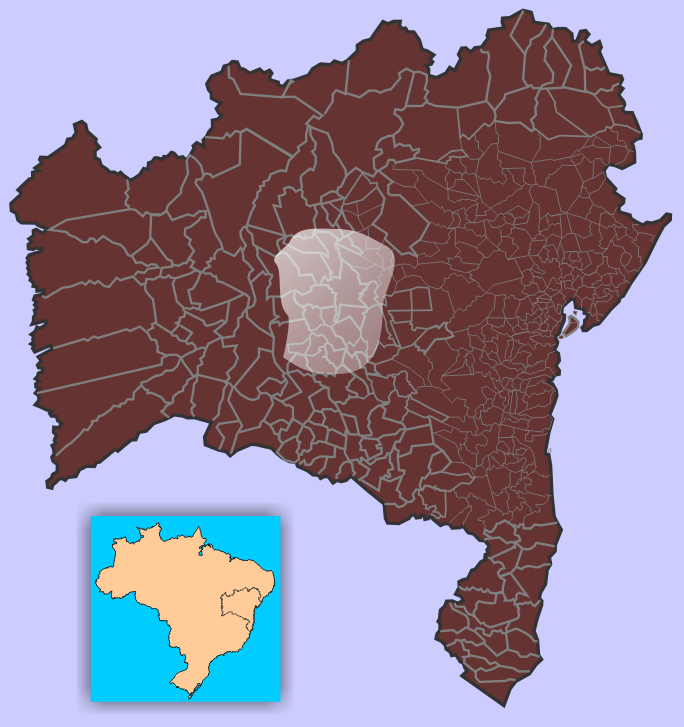
Área de influência direta de Horácio de Matos, na Bahia (em destaque, sobre o atual território do estado).

### Quadro político
O cenário político da Bahia era dominado pela figura do governador Seabra que, num acordo, firmara seu apoio a Antônio Muniz, que o sucedera, desde que este fizesse o mesmo em volta.
Assim, vencendo uma oposição que contava com nomes como Ruy Barbosa, Luiz Vianna, Simões Filho e Octávio Mangabeira, consegue J. J. Seabra voltar ao governo. Derrotava a Paulo Martins Fontes. A oposição engendrou um plano, que contaria com a participação ativa de Horácio de Matos: o sertão iria contestar a eleição, e provocar um levante armado. Esta situação forçaria uma intervenção federal, tolhendo a posse de Seabra e com a realização de novas eleições, desta feita com Seabra desmoralizado.

### A adesão de Horácio
Tendo em duas ocasiões enfrentado as tropas da polícia, enviadas por Muniz contra si quando do cerco a Campestre, não hesitou Horácio em responder aos oposicionistas positivamente, somando-se a isto o fato de que estes lhe acenavam com recursos e armamentos.
Com apoio de outros coronéis (Anfilófilo Castelo Branco, de Remanso e Marcionílio Antônio de Sousa, de Maracás), Horácio invade e conquista a maior cidade da Chapada, Lençóis, que se entrega sem que um só tiro seja disparado.
Em 17 de fevereiro de 1920 Muniz Aragão pede a intervenção federal. Epitácio Pessoa despacha à Bahia dez mil soldados. A posse de J.J. Seabra é assegurada, e o comandante do Exército acha prudente negociar a paz, evitando assim a marcha a Salvador.

### Um "governo" no Sertão: O Convênio de Lençóis
A proposta é levada ao coronel pelo general Cardoso de Aguiar, e a Horácio é oferecido, em linhas gerais, um acordo que lhe dava a chefia plenipotenciária de onze cidades da Chapada (Lençóis, Palmeira, Seabra, Barra do Mendes, Brotas de Macaúbas, Paramirim, Bom Sucesso, Guarani, Wagner, Macaúbas e Piatã) e ainda:
- Anistia por todos e quaisquer atos praticados durante o levante;
- Direito de permanecer com as armas e munições;
- Manuel Fabrício' é desarmado e expulso de Campestre;
- Direito de eleger dois deputados estaduais;
- Direito de eleger um senador estadual - sendo por Horácio indicado seu próprio nome.

Foi o chamado Convênio de Lençóis. Que não foi uma garantia de paz.

## A marcha contra Lençóis
A sucessão de Seabra foi uma surpresa: é eleito Góis Calmon, então um jovem praticamente desconhecido. Os dois chefes de Lençóis usam de suas artimanhas para granjear a simpatia do novo mandatário, tendo Horácio cumprido o mandato de dois anos como senador.
As suas mensagens telegráficas para a capital são adulteradas pelo telegrafista, partidário do seu adversário, coronel César Sá: de Horácio Góis Calmon recebe apenas mensagens acintosas e confrontadoras.
O governador então destitui o delegado da cidade, partidário de Horácio, nomeando um fazendeiro aliado de César Sá. Sua posse é obstada, e este marcha para Lençóis com soldados e jagunços num montante de setecentos homens, contra cerca de trezentos da cidade.

### "Corpo fechado"
Ao cerco resistem bravamente Horácio e seus soldados. As batalhas se sucedem. O major Mota Coelho manda avisar que entrará na cidade. Horácio prepara-lhe uma cilada, à entrada. Quando o major aponta, acompanhado por uma pequena tropa, o próprio Horácio se lhes assoma, peito aberto - com seus jagunços atirando pelos lados - assombrando aos assaltantes. Mota Coelho é morto, e uma bala sem muita força perfura o paletó do Coronel Horácio sem sequer feri-lo: tem início mais um mito em torno desta legendária figura: Horácio de Matos tem o "corpo fechado"!

### A paz que veio do Rio Grande do Sul
Eclodira entre os gaúchos uma revolta capitaneada por Assis Brasil. Num discurso, este alude à revolta de Horácio, na Bahia. O governo federal, então sob a presidência de Artur Bernardes, despacha imediatamente emissários a Horácio, temendo que o clima sedicioso se alastrasse.
As hostilidades cessam de imediato, e a paz foi negociada, tendo como intermediário o deputado federal Francisco Rocha.

## O coronel que derrotou a Coluna Prestes

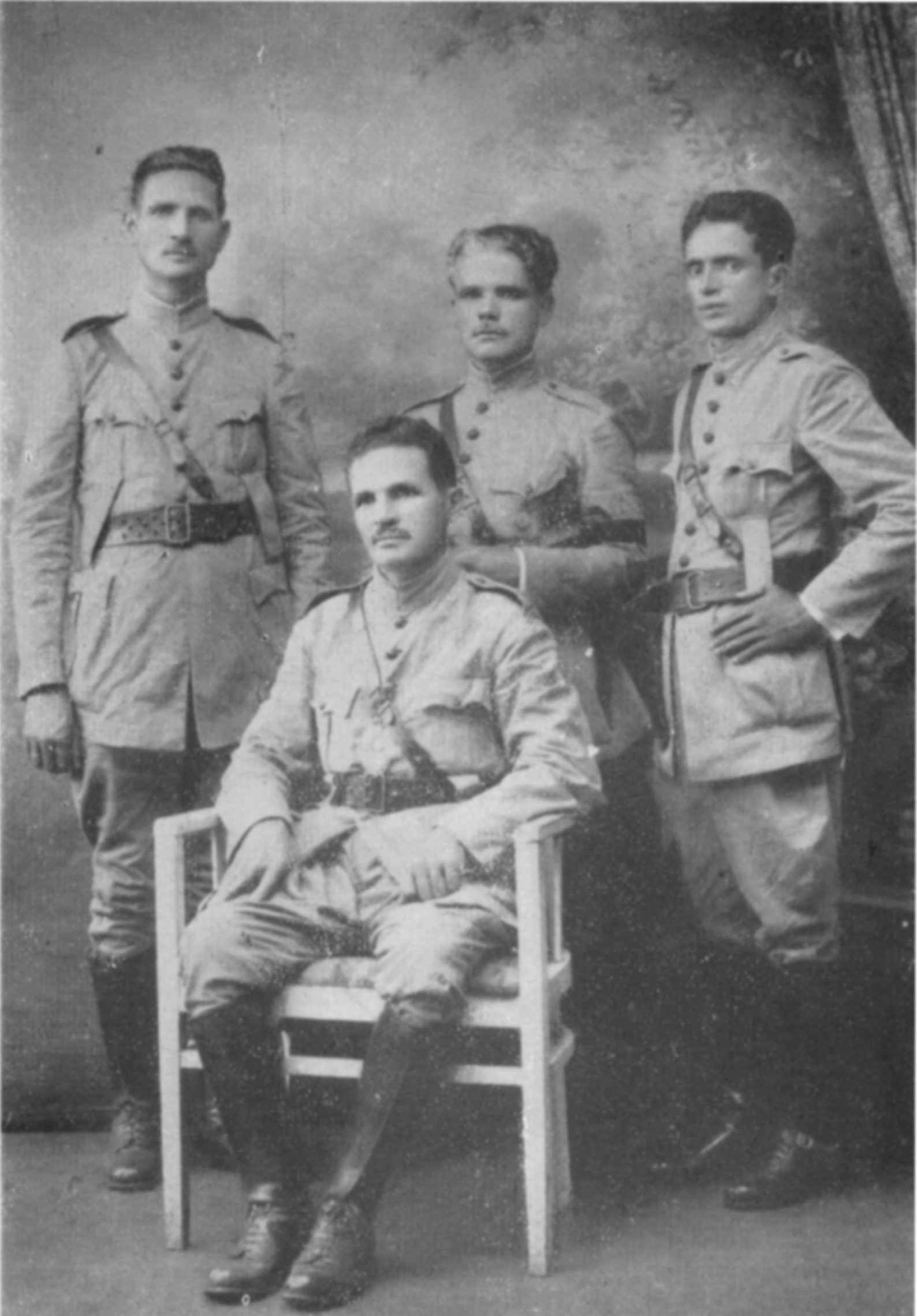
Oficiais do Batalhão Patriótico Lavras Diamantinas: Horácio, sentado (comandante-em-chefe); em pé: Capitão Ezequiel de Matos, Capitão Francisco Costa e Capitão-ajudante Franklin de Queirós.

A chamada Coluna Prestes cortava o Brasil em campanha contra o estado de sítio de Arthur Bernardes. Percorreu 36 mil quilômetros, pelo país, "por onde deu início a revolução em movimento". Sob o comando de Luís Carlos Prestes, a Coluna cometeu um erro ao passar pela Bahia: matou dois parentes de Horácio de Matos, um chefe de jagunços, afeito às lutas nas caatingas e matas da Chapada.
Prestes ainda tenta cooptar o Coronel, mas este já organizara, sob auspícios do governo federal, o Batalhão Patriótico Chapada Diamantina: os antigos jagunços eram agora homens de farda, com soldo, e uma missão. Horácio era o comandante-em-chefe do Batalhão e sua campanha foi registrada em diário de campanha pelo Capitão-ajudante Franklin de Queiroz.
Tem início assim a maior perseguição que a história brasileira já registrou, impingindo os "cabras" do sertão baianos sucessivos reveses à Coluna, forçando-a a deixar o país e penetrar as terras bolivianas, em fevereiro de 1927, sob o comando do tenente Procópio Sabino Diamantino, recebido depois como herói na Chapada.
Os jagunços, entretanto, ávidos pelo combate, e tendo reduzido a famosa coluna a poucos homens, intenta penetrar em São Matias, sendo barrados por uma guarnição boliviana, que não permite-lhes a invasão do território.

### Regresso dos combatentes
Horácio não pôde participar do retorno do Batalhão, acometido que fora de apendicite - forçado a internar-se em hospital no Rio de Janeiro. Seus homens chegam a Lençóis sendo recebidos como heróis por verdadeira multidão vinda de todas as partes.
Obtém Horácio do governo os cargos que perdera anteriormente, recebendo como presente do jornalista Geraldo Rocha uma prensa Marinoni, com a qual passa a publicar um jornal, chamado "O Sertão".

## Intendente de Lençóis

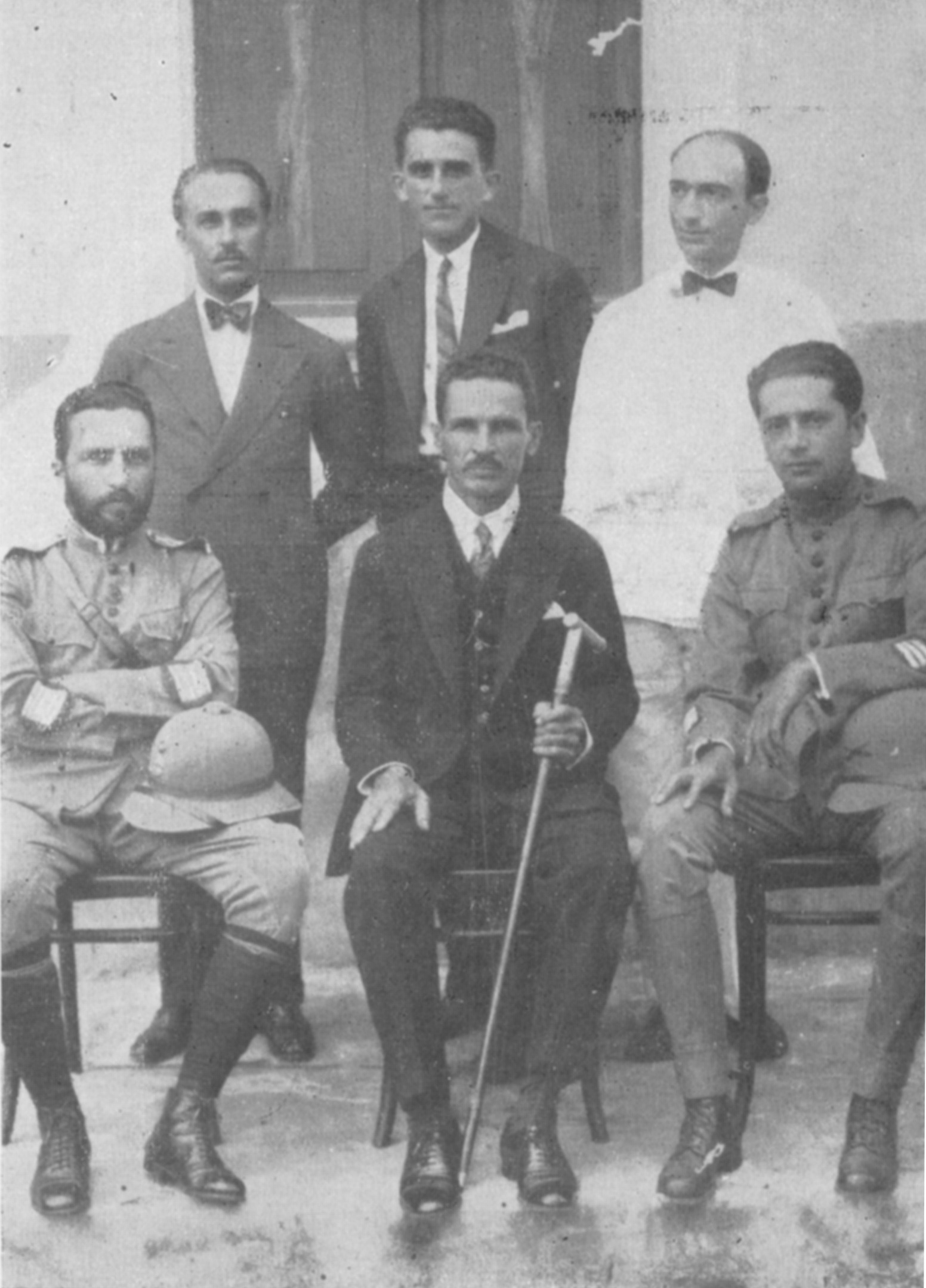
A Comissão, com Horácio ao centro, segurando sua bengala: no tacão desta ocultava-se um punhal.

Lençóis, verdadeira capital das "Lavras Diamantinas", conhecera um franco desenvolvimento provocado pela mineração e comércio do diamante. Riquezas eram feitas da noite para o dia, e a cidade prosperava a ponto de rivalizar, em movimento comercial, com Salvador, então já um tanto estagnada.
Após o fim da caçada a Prestes, Horácio de Matos é feito intendente da cidade, procurando ali realizar uma administração com muitas melhorias urbanas.
Ocupava a prefeitura quando a Revolução de 30 novamente clama pelas ações de Horácio. Este chega a formar quatro batalhões, para resistir à ruptura da legalidade, mas a renúncia de Washington Luís o demove da ideia, e logo uma das primeiras medidas dos que assumiam o poder foi propor ao chefe sertanejo o desarmamento geral.
Contraditoriamente, esta foi uma ideia pela qual sempre se batera Horácio de Matos. Sonhava com o sertão sem armas, e aderiu à proposta, com toda a força que seu nome possuía. A Comissão de Desarmamento, capitaneada pelo general Jurandir Toscano de Brito vai a Lençóis, sob o pretexto diplomático.
Ali tem uma recepção "carinhosa, sincera e franca", a ponto de lançar manifesto em que exaltava tal manifestação popular, onde dizia: "que sejam esquecidas todas as antigas desavenças políticas, pois no Brasil Novo não há lugar para aqueles que sobrepõem seus caprichos pessoais à glória e à grandeza da Pátria!".

## Uma cilada, uma tocaia
A Revolução, tão logo desarmou o sertão, manda prender os chefes, e Horácio de Matos é feito prisioneiro a 30 de dezembro de 1930.
Levado a Salvador, é solto condicionalmente, por não existir contra si culpa formada.
Na noite de 15 de maio de 1931 sai para passear com a filha de seis anos. O agente policial Vicente Dias dos Santos o aguarda. Diante de testemunhas, alveja o coronel, caudilho da Chapada, Governador dos Sertões. Três tiros pelas costas.
Morre Horácio de Matos, o maior dos coronéis da Bahia.
Pelo crime, o assassino é absolvido. Não revela seus mandantes. Pouco depois de ser solto sofre um atentado, do qual escapa. Entretanto, morre pouco depois, misteriosamente. Registrou Claudionor Queiroz: "Dizem que Vicente morreu de feitiço!...".
Com a morte do coronel Horácio de Matos também morre o coronelismo no Brasil.

## Leituras adicionais
- Walfrido Morais (1991). Jagunços e Heróis 4 ed. Bahia: Empresa Gráfica da Bahia/IPAC
- Eul-Soo Pang (1979). Coronelismo e oligarquias - 1889 a 1934. A Bahia na primeira República brasileira 1 ed. [S.l.]: Civilização Brasileira. 269 páginas. ISBN 8520003435
- Américo Chagas (1996). O chefe Horácio de Matos. Salvador: EGBA. 256 páginas
- Erivaldo Fagundes Neves et allii (2002). Bambúrrios e Quimeras. olhares sobre Lencóis: narrativa de garimpos e interpretações da cultura. Feira de Santana: UEFS. 260 páginas. ISBN 85-7395-069-2
- Claudionor de Oliveira Queirós (1998). O Sertão que eu conheci 2 ed. Salvador: ALBA. 109 páginas
- Edízio Mendonça (2006). Campestre e seus Horrores. [S.l.: s.n.] ISBN 85-7505-126-1